# Europese kampioenschappen indooratletiek 1992
De Europese kampioenschappen indooratletiek 1992 werden van 28 februari tot en met 1 maart 1992 gehouden in het Palazzo dello Sport in de Italiaanse stad Genua. Het was de derde maal dat de kampioenschappen in Italië werden gehouden en de eerste maal in Genua.

## Medailles

### Mannen
| Onderdeel            | Goud                                 | Goud     | Zilver                          | Zilver   | Brons                                | Brons    |
| -------------------- | ------------------------------------ | -------- | ------------------------------- | -------- | ------------------------------------ | -------- |
| 60 m                 | Jason Livingston Verenigd Koninkrijk | 6,53     | Vitali Savin GOS                | 6,54     | Michael Rosswess Verenigd Koninkrijk | 6,62     |
| 200 m                | Nikolay Antonov Bulgarije            | 20,41    | Daniel Sangouma Frankrijk       | 20,64    | Aleksandr Goremykin GOS              | 21,09    |
| 400 m                | Slobodan Branković Joegoslavië       | 46,33    | Andrea Nuti Italië              | 46,37    | David Grindley Verenigd Koninkrijk   | 46,60    |
| 800 m                | Luis Javier González Spanje          | 1.46,80  | José Arconada Spanje            | 1.47,16  | Tonino Viali Italië                  | 1.47,22  |
| 1500 m               | Matthew Yates Verenigd Koninkrijk    | 3.42,32  | Sergej Melnikov GOS             | 3.42,44  | Branko Zorko Kroatië                 | 3.42,85  |
| 3000 m               | Gennaro Di Napoli Italië             | 7.47,24  | John Mayock Verenigd Koninkrijk | 7.48,47  | Luis Javier González Spanje          | 7.48,82  |
| 60 m horden          | Igors Kazanovs Letland               | 7,55     | Tomasz Nagórka Polen            | 7,69     | Jiří Hudec Tsjecho-Slowakije         | 7,72     |
| 5000 m snelwandelen  | Giovanni De Benedictis Italië        | 18.19,97 | Frants Kostyukevich GOS         | 18.25,40 | Stefan Johansson Zweden              | 18.27,95 |
| Verspringen          | Dmitri Bagrjanov GOS                 | 8,12     | Konstantin Krause Duitsland     | 8,04     | Jarmo Kärnä Finland                  | 7,96     |
| Hink-stap-springen   | Leonid Volosjin GOS                  | 17,35    | Serge Hélan Frankrijk           | 17,18    | Vasili Sokov GOS                     | 17,01    |
| Hoogspringen         | Patrik Sjöberg Zweden                | 2,38     | Sorin Matei Roemenië            | 2,36     | Dragutin Topić Joegoslavië           | 2,29     |
| Polsstokhoogspringen | Pjotr Botsjkarjov GOS                | 5,85     | István Bagyula Hongarije        | 5,80     | Konstantin Semjonov GOS              | 5,60     |
| Kogelstoten          | Oleksandr Bahatsj GOS                | 20,75    | Aleksandr Klimenko GOS          | 20,02    | Klaus Bodenmüller Oostenrijk         | 19,99    |
| Zevenkamp            | Christian Plaziat Frankrijk          | 6418     | Robert Změlík Tsjecho-Slowakije | 6118     | Antonio Peñalver Spanje              | 6062     |

### Vrouwen
| Onderdeel           | Goud                       | Goud     | Zilver                            | Zilver   | Brons                       | Brons    |
| ------------------- | -------------------------- | -------- | --------------------------------- | -------- | --------------------------- | -------- |
| 60 m                | Zjanna Tarnopolska GOS     | 7,24     | Anelia Nuneva Bulgarije           | 7,29     | Nadezjda Rosjtsjoepkina GOS | 7,31     |
| 200 m               | Oksana Stjopitsjeva GOS    | 23,18    | Iolanda Oanță Roemenië            | 23,23    | Sabine Tröger Oostenrijk    | 23,35    |
| 400 m               | Sandra Myers Spanje        | 51,21    | Olga Bryzgina GOS                 | 51,48    | Jelena Golesjeva GOS        | 52,07    |
| 800 m               | Ella Kovacs Roemenië       | 1.59,98  | Inna Jevsejeva GOS                | 2.00,26  | Jelena Afanasjeva GOS       | 2.00,69  |
| 1500 m              | Jekaterina Podkopajeva GOS | 4.06,61  | Ljoebov Kremljova GOS             | 4.06,62  | Doina Melinte Roemenië      | 4.06,90  |
| 3000 m              | Margareta Keszeg Roemenië  | 8.59,80  | Tatjana Dorovskih GOS             | 9.00,15  | Rita Marquard Duitsland     | 9.00,99  |
| 60 m horden         | Ludmila Narozhilenko GOS   | 7,82     | Monique Éwanjé-Épée Frankrijk     | 7,99     | Yordanka Donkova Bulgarije  | 8,03     |
| 3000 m snelwandelen | Alina Ivanova GOS          | 11.49,99 | Ileana Salvador Italië            | 11.53,23 | Beate Anders Duitsland      | 11.55,41 |
| Hink-stap-springen  | Inessa Kravets GOS         | 14,15    | Sofiya Bozhanova Bulgarije        | 13,98    | Helga Radtke Duitsland      | 13,75    |
| Verspringen         | Larysa Berezjna GOS        | 7,00     | Marieta Ilcu Roemenië             | 6,74     | Ljudmila Ninova Oostenrijk  | 6,60     |
| Hoogspringen        | Heike Henkel Duitsland     | 2,02     | Stefka Kostadinova Bulgarije      | 2,02     | Jelena Jelesina GOS         | 1,94     |
| Kogelstoten         | Natalja Lisovskaja GOS     | 20,70    | Svetla Mitkova-Sınırtaş Bulgarije | 20,06    | Astrid Kumbernuss Duitsland | 19,37    |
| Vijfkamp            | Liliana Năstase Roemenië   | 4701     | Petra Văideanu Roemenië           | 4677     | Urszula Włodarczyk Polen    | 4651     |

### Medailleklassement
| Plaats | Land                | Goud | Zilver | Brons | Totaal |
| 1      | GOS                 | 12   | 8      | 7     | 27     |
| 2      | Roemenië            | 3    | 4      | 1     | 8      |
| 3      | Italië              | 2    | 2      | 1     | 5      |
| 4      | Spanje              | 2    | 1      | 2     | 5      |
| 4      | Verenigd Koninkrijk | 2    | 1      | 2     | 5      |
| 6      | Bulgarije           | 1    | 4      | 1     | 6      |
| 7      | Frankrijk           | 1    | 3      | 0     | 4      |
| 8      | Duitsland           | 1    | 1      | 4     | 6      |
| 9      | Joegoslavië         | 1    | 0      | 1     | 2      |
| 9      | Zweden              | 1    | 0      | 1     | 2      |
| 11     | Letland             | 1    | 0      | 0     | 1      |
| 12     | Polen               | 0    | 1      | 1     | 2      |
| 12     | Tsjecho-Slowakije   | 0    | 1      | 1     | 2      |
| 14     | Hongarije           | 0    | 1      | 0     | 1      |
| 15     | Oostenrijk          | 0    | 0      | 3     | 3      |
| 16     | Finland             | 0    | 0      | 1     | 1      |
| 16     | Kroatië             | 0    | 0      | 1     | 1      |
| Totaal | Totaal              | 27   | 27     | 27    | 81     |

1970 ·
1971 ·
1972 ·
1973 ·
1974 ·
1975 ·
1976 ·
1977 ·
1978 ·
1979 ·
1980 ·
1981 ·
1982 ·
1983 ·
1984 ·
1985 · 
1986 · 
1987 · 
1988 · 
1989 · 
1990 · 
1992 · 
1994 · 
1996 · 
1998 · 
2000 · 
2002 · 
2005 · 
2007 · 
2009 ·
2011 ·
2013 ·
2015 ·
2017 ·
2019 ·
2021 ·
2023 ·
2025
Belgische medaillewinnaars · Nederlandse medaillewinnaars